# Rozivka, Cernihivka
Rozivka (în ucraineană Розівка, în germană Rudnerweide) este un sat în comuna Prostore din raionul Cernihivka, regiunea Zaporijjea, Ucraina. Satul a fost locuit de germanii pontici.   

## Demografie
Componența lingvistică a localității Rozivka
     Ucraineană (91,3%)
     Rusă (7,73%)
     Alte limbi (0,97%)
Conform recensământului din 2001, majoritatea populației localității Rozivka era vorbitoare de ucraineană (91,3%), existând în minoritate și vorbitori de rusă (7,73%).